# Vierge de miséricorde de Ravensbourg
La Vierge de miséricorde de Ravensbourg (en allemand Ravensburger Schutzmantelmadonna) est une Vierge de miséricorde en forme de statue de la Vierge, datant du gothique tardif ; en bois de tilleul doté d'un manteau de protection elle couvre dix personnes ; c'est ce manteau a donné son nom à la sculpture. La sculpture a été créée vers 1480 par le sculpteur Michel Erhart de l'école d'Ulm ou par le sculpteur Friedrich Schramm ; elle fait maintenant partie de la collection de sculptures de Berlin, mais provient à l'origine de la Liebfrauenkirche de Ravensburg. Des copies de l'œuvre se trouvent dans plusieurs églises en Allemagne et dans le monde.

## Description
Comme dans de nombreuses autres représentations de la Vierge au manteau, la sculpture de Ravensbourg représente Marie sans l'enfant Jésus. Marie est vêtue d'un sous-vêtement doré qui descend jusqu'à ses pieds et d'un large manteau décoré d'un précieux motif tissé. Elle étend cette cape avec ses deux bras pour protéger dix petites personnes qui se trouvent de chaque côté. Un voile couvre sa tête et ses épaules et laisse entrevoir sa riche chevelure. Les riches plis de sa robe correspondent au style de  l'époque où la sculpture a été créée à la fin du XVe siècle, ce qui concorde avec les  documents sur l'époque.

Détails
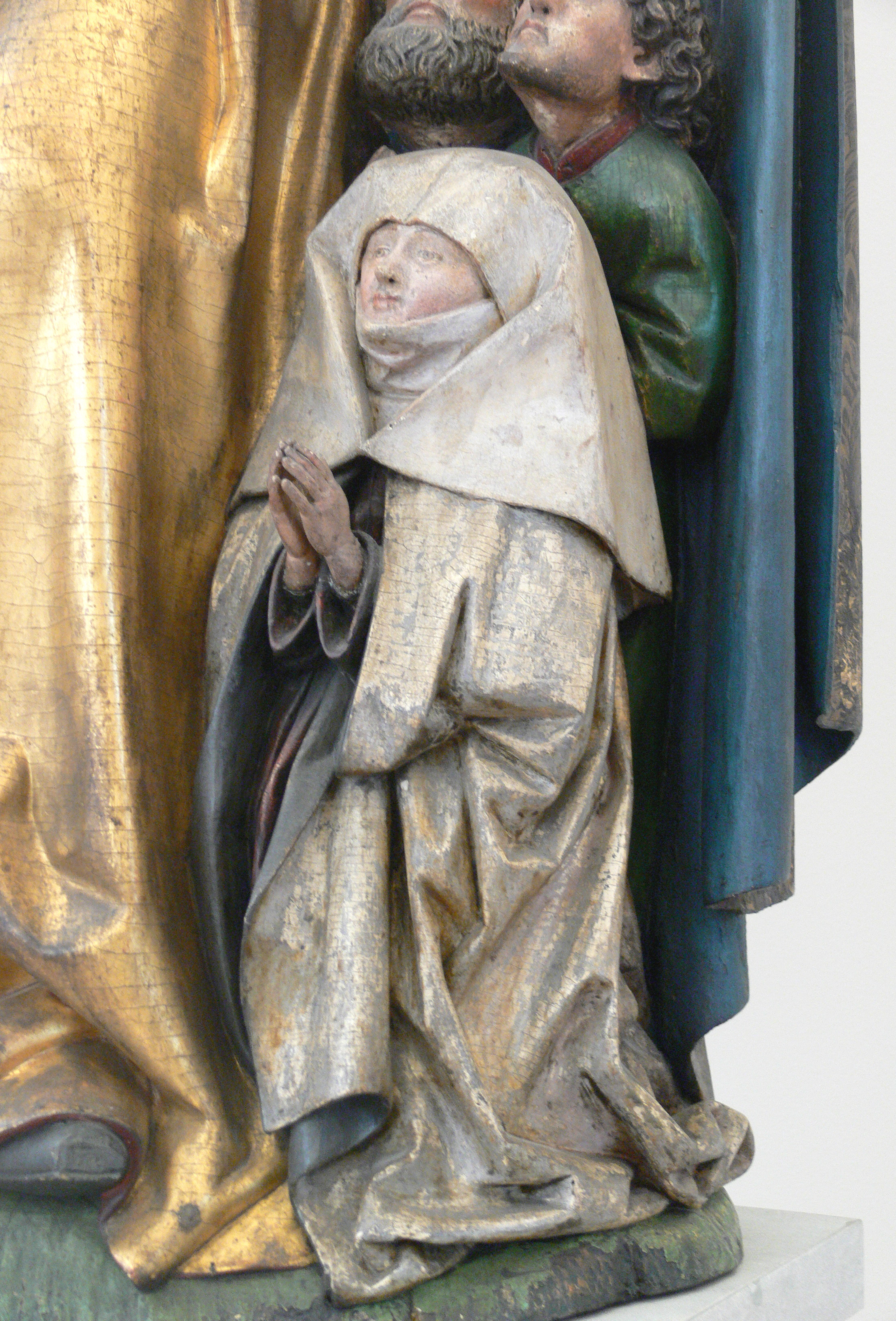
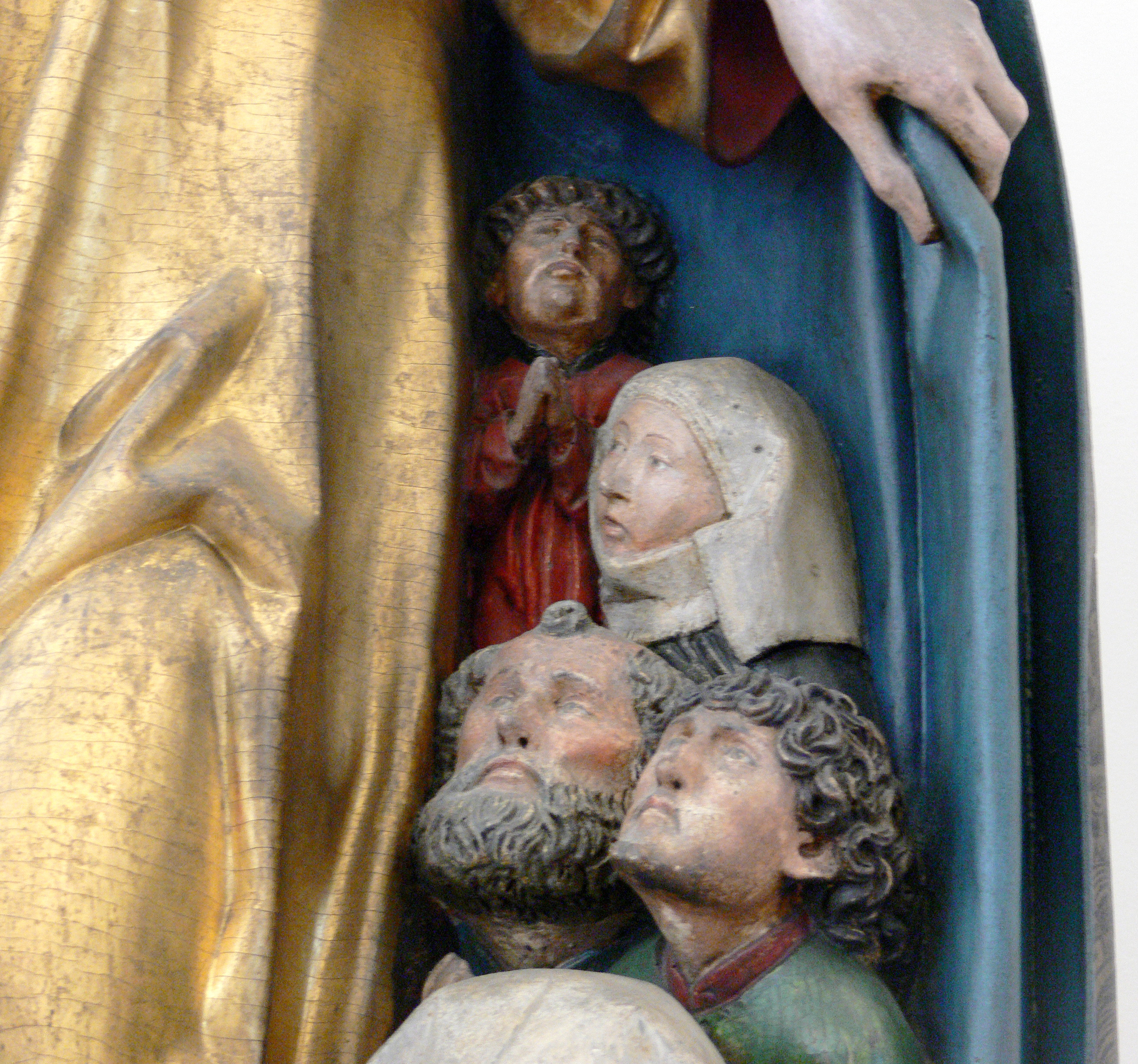
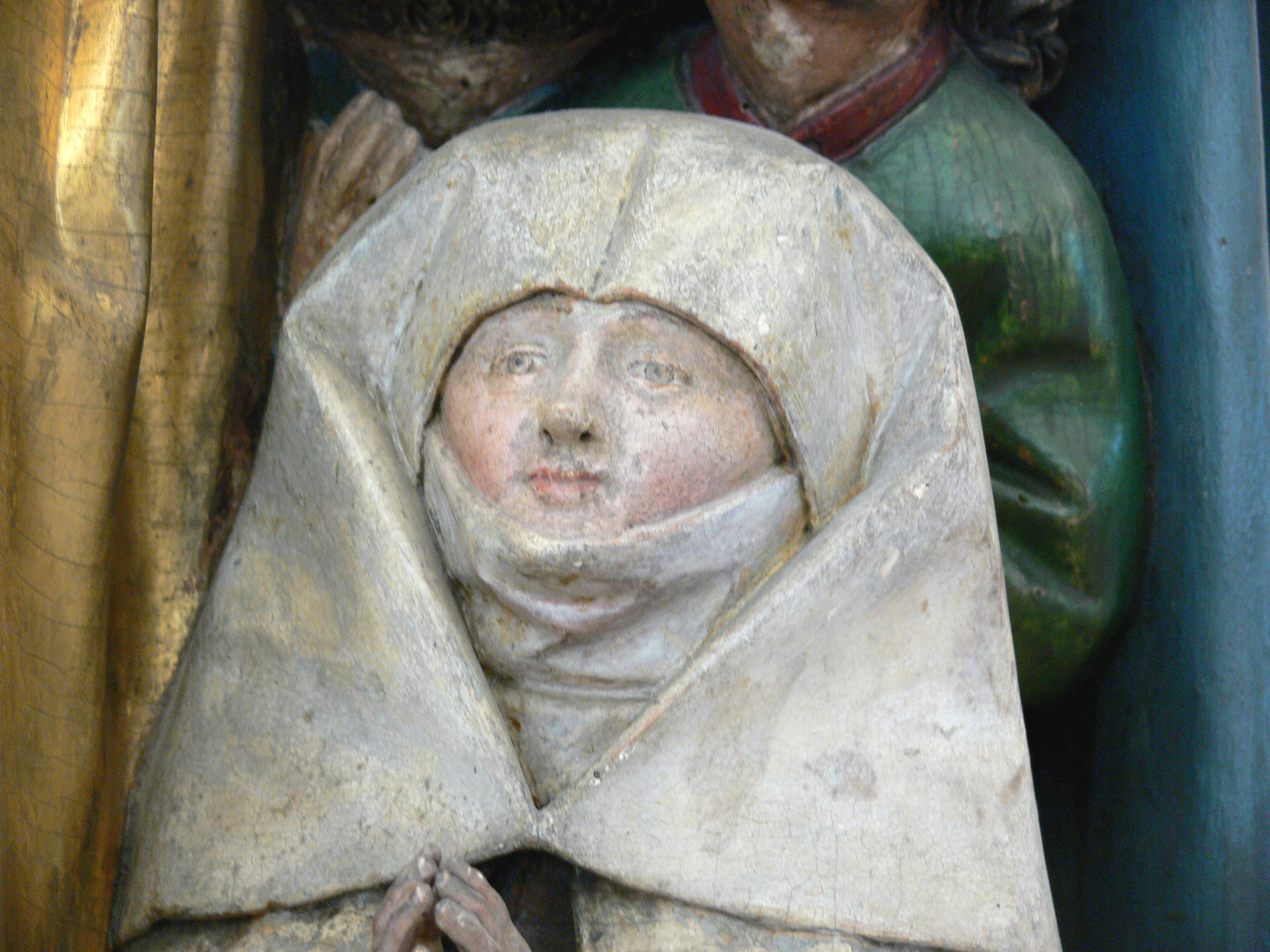
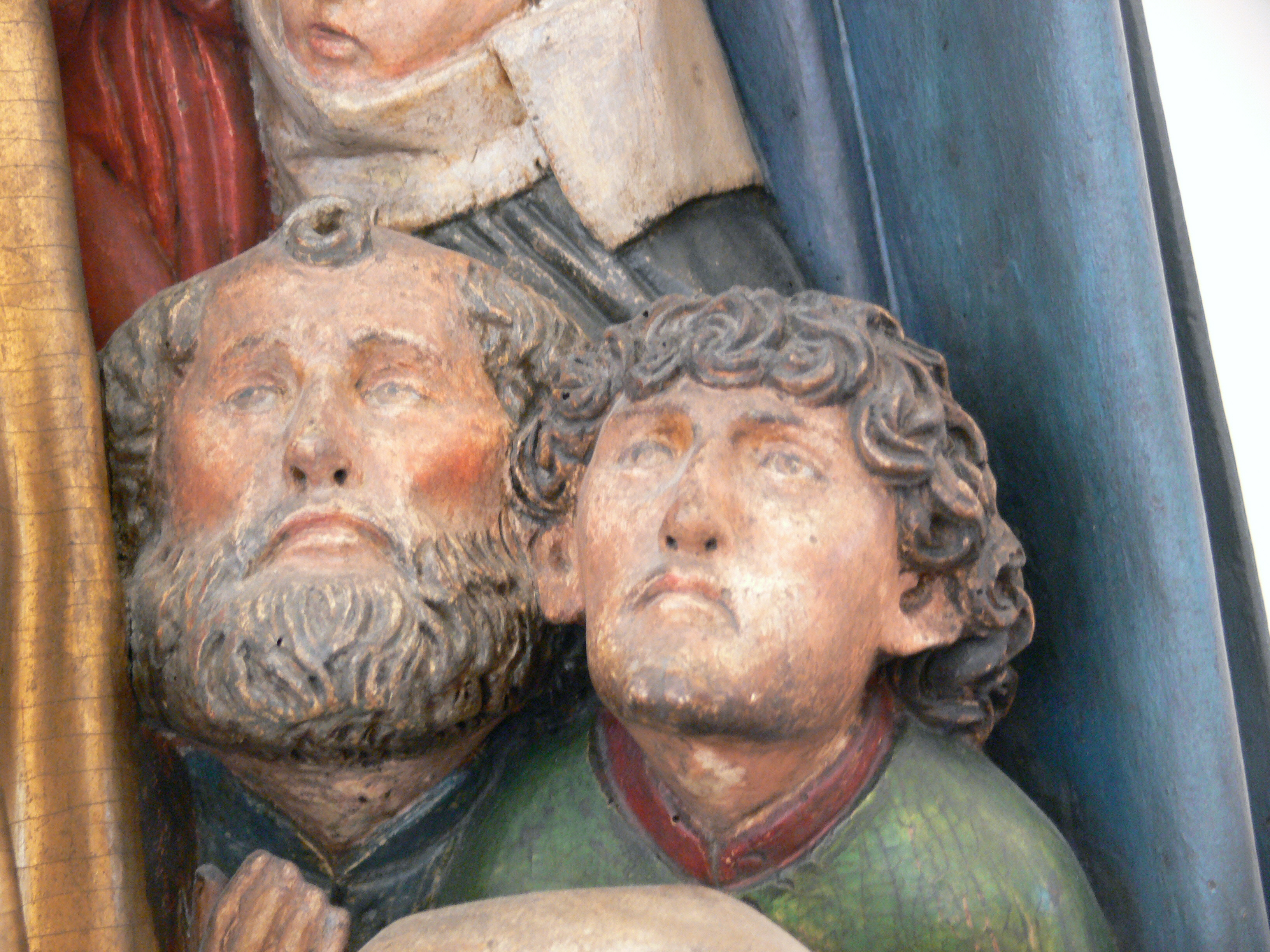

## Histoire

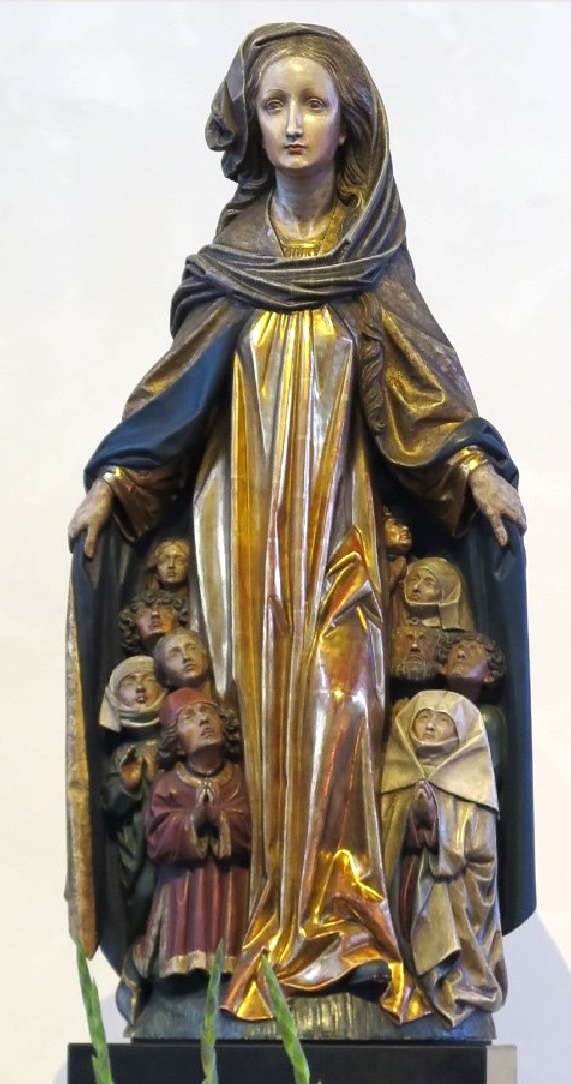
Vierge au maneau Ravensbourg (copie de 1935)

L'œuvre a été commandée par Clemens Ankenreute, un patricien de Ravensbourg,  et se trouvait sur le maître-autel de la Liebfrauenkirche à partir de 1480 (ou 1489 selon les documents). 
La Vierge a ensuite été retirée de l'église lors de l'évolution des goûts artistiques et a été remisée dans un grenier. Elle est vendue avant 1837, et est  achetée en 1850 par les musées de Berlin,  et elle se trouve maintenant au Bode-Museum.  En 1935, un artiste de Weingarten a réalisé une copie fidèle de l'original qui a été placée dans l'église Notre-Dame de Ravensbourg. Ce retour symbolique a été l’occasion de la création d'un spectacle joué en plusieurs endroits en Haute-Souabe entre 1935 et 1946.
En France il y a une copie de la Vierge à Bormes les Mimosas dans la "Ferme du Domaine", endroit où se célèbre la messe dominicale pendant les mois de juillet et août ; la sainte Vierge est un cadeau d'une famille allemande au camping près de la chapelle.